# Пасынок (посёлок)
Па́сынок — посёлок в Серовском районе Свердловской области России, входит в Сосьвинский муниципальный округ. Расположен при одноимённой железнодорожной станции.
Ранее посёлок входил в состав Романовского сельсовета Серовского района.

## География
Посёлок Пасынок расположен в таёжной местности, отдалённой от крупных городов, между посёлками Красноглинным и Сосьвой. В полукилометре южнее посёлка протекает река Пасынок — правый приток Монастырки. Само поселение раскинулось на левом берегу одноимённой реки.
По северо-восточной окраине посёлка проходит ветка Серов — Алапаевск Свердловской железной дороги. На северо-западе посёлка расположена железнодорожная станция Пасынок. Расстояние до Екатеринбурга по железной дороге — 352 километра.
В четырёх километрах южнее посёлка проходит автодорога Сосьва — Серов. К ней ведёт подъездная дорога.
Часовой пояс
Пасынок, как и вся Свердловская область, находится в часовой зоне МСК+2. Смещение применяемого времени относительно UTC составляет +5:00.

## Население
| 2002 | 2010 | 2021 |
| ---- | ---- | ---- |
| 289  | ↘159 | ↘93  |

Структура
По данным переписи 2002 года, русские составляли 98 % от числа жителей посёлка, татары — 3 %. По данным переписи населения 2010 года, в посёлке проживали 73 мужчины и 86 женщин.

## Инфраструктура
В посёлке расположена железнодорожная станция Пасынок. Существует пригородное железнодорожное сообщение с Серовом, Сосьвой и Карпунином. Автобусное сообщение с посёлком представлено только школьным автобусом; транзитные маршруты следуют по основной трассе и в посёлок не заходят.
В 2019 году в Пасынке был открыт фельдшерско-акушерский пункт.

## Известные жители
В детские годы в Пасынке проживал с родителями Степан Копылов, в дальнейшем принявший участие в боях Великой Отечественной войны и посмертно удостоенный звания Героя Советского Союза (1943).